# Medida Certa
Medida Certa foi um quadro do programa dominical Fantástico, que tratava especialmente de emagrecimento, transmitido pela TV Globo.

## Participantes
Em 2014, o quadro foi adiado devido a reformulações no programa.
| Ano  | Artistas                                             | Emagrecimento      | Ref.        |
| ---- | ---------------------------------------------------- | ------------------ | ----------- |
| 2011 | Renata Ceribelli Zeca Camargo                        | 10kg 5kg           | [ 2 ] [ 3 ] |
| 2012 | Ronaldo Fenômeno                                     | 17kg               | [ 4 ]       |
| 2013 | César Menotti Fábio Porchat Gaby Amarantos Preta Gil | 23kg 10kg 11kg 7kg | [ 5 ]       |
| 2015 | Fabiana Karla                                        | 9kg                | [ 6 ]       |